# Dohis
Dohis település Franciaországban, Aisne megyében. Lakosainak száma 82 fő (2022. január 1.). Dohis Archon, Brunehamel, Cuiry-lès-Iviers, Iviers és Parfondeval községekkel határos.

## Népesség
A település népességének változása:
| Lakosok száma | 176  | 134  | 126  | 84   | 101  | 98   | 99   | 99   | 93   | 82   |
|               | 1968 | 1982 | 1990 | 2006 | 2013 | 2015 | 2017 | 2019 | 2020 | 2022 |